# ORP Grom
ORP Grom ist der Name mehrerer polnischer Schiffe. ORP (Okręt Rzeczypospolitej Polskiej), was für „Kriegsschiff der Republik Polen“ steht, ist der Namenspräfix. Grom bedeutet in mehreren slawischen Sprachen „Donner“.

## Schiffe mit dem Namen ORP Grom
- ORP Grom, ein Zerstörer und Typschiff der gleichnamigen Klasse, wurde 1937 in Dienst gestellt und während der Operation Weserübung im April 1940 versenkt.
- ORP Grom (1957) war ein Zerstörer der sowjetischen Smielji-Klasse, diente zwischen 1957 und 1973 der polnischen Marine und wurde 1977 verschrottet.
- ORP Grom (1995) ist eine Raketenkorvette der Orkan-Klasse (siehe Sassnitz-Klasse).